# Zeist
Zeist  è una municipalità dei Paesi Bassi di 62 894 abitanti situata nella provincia di Utrecht.

## Geografia fisica

### Frazioni
- Austerlitz
- Bosch en Duin
- Den Dolder
- Huis ter Heide
- Zeist